# Полугрупа
В теория на групите, полугрупа е алгебрична структура изпълняваща само някои от условията за група.
Формално полугрупа е множество с асоциативна бинарна операция, затворено относно нея (елементът, който се получава при прилагането на операцията принадлежи на множеството). В полугрупата не е задължително да има единичен елемент, нито обратни елементи. Наличието на тези допълнителни изисквания превръща полугрупата в група, поради това всяка група е полугрупа. Пример за полугрупа, която не е група е множеството на целите положителни числа с операцията събиране. Тази полугрупа е и пример за комутативна полугрупа.